# Area protetta dei tre fiumi paralleli
I Tre Fiumi Paralleli (三江并流S, SānjiāngbìngliúP) dello Yunnan sono una riserva naturale e parco nazionale della Cina e, dal 2003, un patrimonio dell'umanità dell'UNESCO situato tra le montagne del nord-ovest della provincia cinese dello Yunnan. Qui, tre dei più grandi fiumi asiatici - lo Yangtze, il Mekong e il Salween - scorrono fianco a fianco, con corsi quasi paralleli separati da alte catene montuose.
Il nome della riserva è riserva naturale dei Tre Fiumi Paralleli dello Yunnan (云南三江并流保护区S, Yúnnán Sānjiāngbìngliú bǎohùqūP), quello del parco nazionale parco nazionale dei Tre Fiumi Paralleli (三江并流风景名胜区S, Sānjiāngbìngliú fēngjǐng míngshèngqūP).
Nel 2003 l'UNESCO ha incluso quest'area nel suo elenco dei siti patrimonio dell'umanità. Nel descrivere la regione, l'UNESCO osserva che si tratta probabilmente di una delle regioni biologicamente più diversificate della zona temperata e grazie alla sua posizione ai margini di due placche tettoniche presenta anche un'insolita diversità geologica - da gole e zone carsiche fino alle cime montuose ammantate da ghiacciai. A causa della sua posizione geografica, l'area si estende attraverso diverse zone climatiche e biogeografiche e costituisce una zona di convergenza biogeografica. Ospita un gran numero di specie animali e vegetali rare ed endemiche.

## Geografia

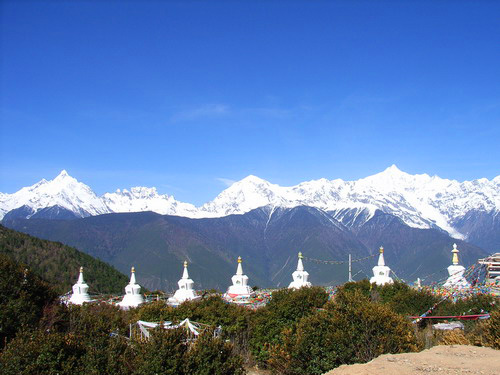
Le cime innevate dei Meili Xueshan.

Questo patrimonio dell'umanità è situato nel nord-ovest dello Yunnan, ai margini orientali dell'altopiano del Tibet, dove questo piega ad arco verso sud fratturandosi in diverse catene montuose ripide e ammantate di neve, i monti Hengduan. Per un tratto di 300 km, i fiumi Yangtze, Mekong e Salween scorrono parallelamente in direzione nord-sud in canyon profondi fino a 2000 m. I grossi corsi d'acqua sono separati l'uno dall'altro dalle catene montuose dei monti Hengduan, che in alcuni punti superano i 6000 m. Questi sono i Gaoligong Shan al confine con la Birmania, i Nu Shan, costituiti a loro volta dai Meili Xueshan, i Biluo Shan e i Laowo Shan, i Baimang-Yunliang Shan e i Laojun Shan e le catene minori dei Qianhu Shan e degli Hong Shan a est.
A sud della regione i corsi dei tre fiumi prendono direzioni diverse: il Salween sfocia a Moulmein in Birmania nell'oceano Indiano, il Mekong a sud di Ho Chi Minh nel mar Cinese Meridionale e lo Yangtze nel mar Cinese Orientale vicino a Shanghai.
La regione, che si estende per 310 km da nord a sud e per 180 km da est a ovest, confina a ovest con la Birmania, a est con la provincia del Sichuan e a nord con il Tibet. Degli oltre 1.698.400 ettari di superficie totale, le 15 zone che godono di protezione speciale si estendono per 939.441,4 ettari (il 55,3%) e la zona cuscinetto per 758.977,8 ettari (il 44,7%). (Con l'ampliamento del 2010 la superficie delle zone di protezione speciale è divenuta di 960.084 ettari e la zona cuscinetto di 816.413 ettari). Le aree protette cadono entro i confini della prefettura autonoma tibetana di Dêqên, della prefettura autonoma lisu di Nujiang e della città-prefettura di Lijiang.
Le catene montuose occidentali sono ammantate fino ad alta quota da foreste nebulose e nebbiose, che assumono verso sud un aspetto tropicale. Le regioni montuose settentrionali sono spoglie e ricoperte di neve. Qui, vicino al confine tibetano, si innalza la vetta più alta della regione, il Khawa Karpo nei Meili Xueshan, dal quale si diparte il ghiacciaio più meridionale della Cina, il Mingyongqia. In tutta la regione vi sono 118 cime che superano i 5000 m. Il punto più basso della regione si trova 760 m sul livello del mare.

## Suddivisioni

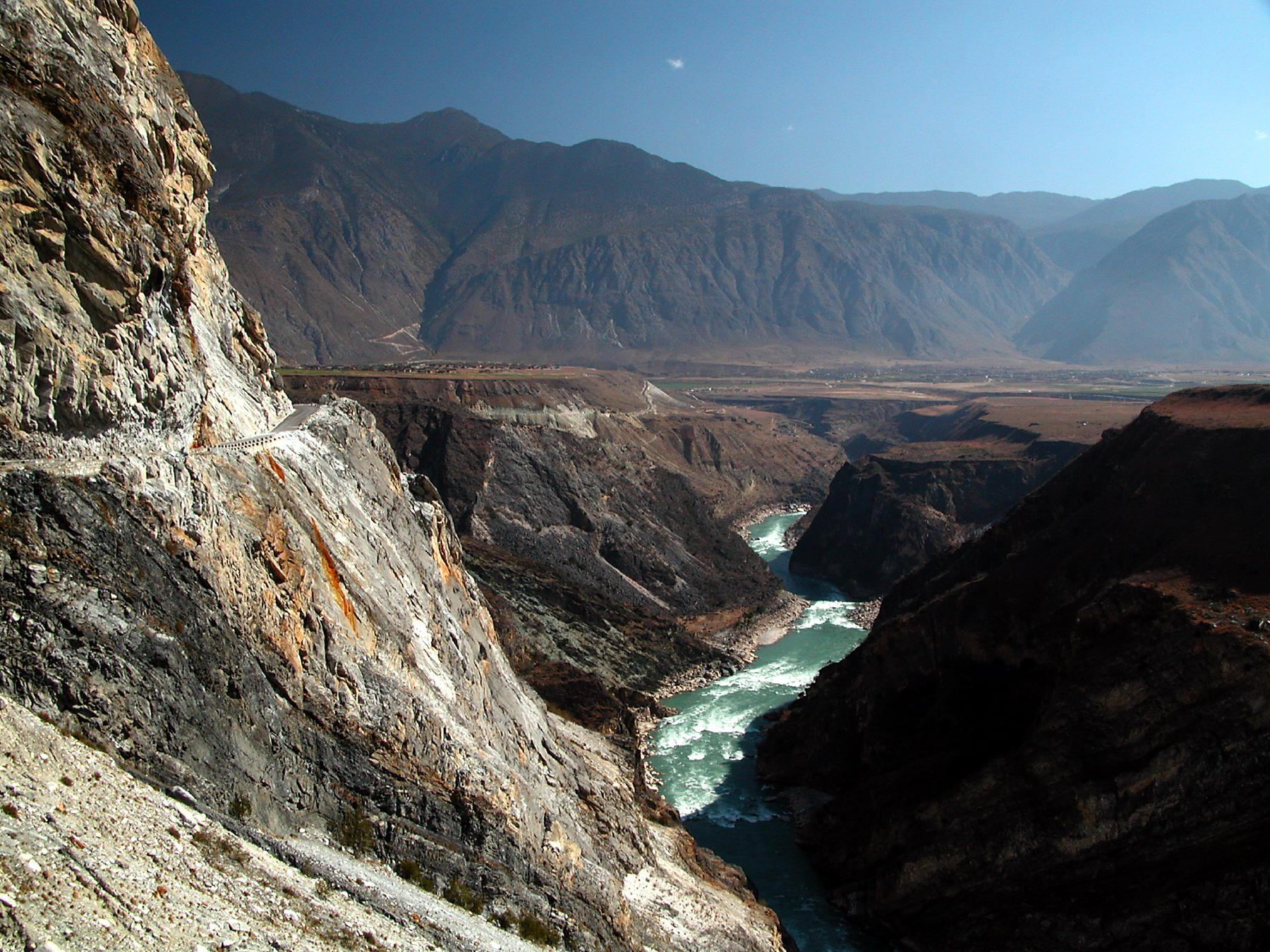
Il corso superiore dello Yangtze a monte della gola del Salto della Tigre.

La regione comprende le seguenti aree protette:
- le tre sezioni separate della riserva naturale dei Gaoligong Shan (高黎贡山S):
  - il paesaggio di Gongshan;
  - la regione degli Yueliang Shan (montagne della Luna) a Fugong;
  - la regione di Pianma (片马镇S) a Lushui;
- la riserva naturale degli Haba Xueshan (哈巴雪山S) con la gola del Salto della Tigre;
- il paesaggio intorno al lago Julong a Dêqên;
- la riserva naturale del Bita Hu (碧塔海S) nel parco nazionale di Potatso a Shangri-La;
- la riserva naturale degli Yun Ling (云岭S);
- la regione degli Hongshan (红山S) nel parco nazionale di Potatso (o Pudacuo) a Shangri-La;
- la riserva naturale dei Baimang Xueshan (白马雪山S);
- la riserva naturale dei Meili Xueshan (梅里雪山S) con il Kawa Karpo culminante a 6740 metri;
- la regione dei Laojun Shan (老君山S) a Lanping;
- la regione dei Qianhu Shan (千湖山S);
- la regione dei Laowo Shan (老窝山S) a Fugong.

## Storia
Parchi nazionali sui Gaoligong Shan e sui Baimang Xueshan erano stati istituiti già nel 1983. A questi, l'anno seguente, seguirono le riserve naturali provinciali dei laghi Bita e Napa, degli Haba Xueshan e dei Yun Ling. Le riserve dei Baimang Xueshan e degli Haba Xueshan furono istituite con il preciso scopo di garantire protezione al rinopiteco bruno, una specie di scimmia endemica. Nel 1986 venne creata la riserva dei Laojun Shan. Nel 2000 venne inoltrato al governo centrale un piano per proteggere l'intera area, che venne nominata riserva della biosfera dell'UNESCO. Nel 2003 essa venne inclusa tra i siti patrimonio dell'umanità per il fatto di rispettare i quattro criteri di particolare bellezza paesaggistica (vii), speciale importanza geologica (viii), speciale importanza ecologica ed evolutiva (ix) e biodiversità particolarmente pronunciata (x).

## Geologia
Il sito si trova in una fascia orogenetica che ha subito l'influenza di una considerevole attività tettonica delle placche. In questo punto la placca indiana spinge sotto la placca eurasiatica, provocando il sollevamento dell'altopiano del Tibet-Qinghai e dei monti Hengduan. I fiumi esistenti hanno poi scavato il terreno creando il paesaggio impervio che oggi caratterizza la regione. I tipi di roccia qui presenti provengono in gran parte del Mesozoico e indicano che le montagne della zona appartenevano un tempo alla crosta oceanica della Tetide e sono state in seguito sollevate dalla collisione tra le placche, subendo forti deformazioni. Questo appare oggi evidente dai complessi strati di sedimenti piegati e da numerose altre formazioni geologiche insolite.
Soprattutto la regione montuosa orientale dell'area mostra chiaramente tracce delle azioni glaciali. Oltre a numerosi corsi d'acqua e cascate, vi sono 424 laghi glaciali, morene e altre formazioni glaciali. Vi sono inoltre un certo numero di paesaggi carsici alpini con vasti sistemi di grotte e formazioni di tufo calcareo. Ne sono esempi la Stone Moon Cave nella provincia di Fugong, il sistema di grotte di Walaya a Lushui, i depositi di tufo calcareo di Baishuitai a Zhongdian e i picchi carsici di Binzhongluo a Gong Shan, Wongshui e Gezan a Zhongdian e Shigu-Shitou a Lijiang.
Nella regione si trovano esempi significativi di ghiacciai quaternari, come quelli di Mingyongqia, Siqia e Haba, così come vasti depositi di granito frantumati dall'erosione e monoliti di arenaria rossa erosi simili a quelli che si trovano sui Danxia Shan. Strutture del genere possono essere osservate a Lijiang Liming.

## Clima
Il clima della regione è vario quanto la sua topografia. La sua parte occidentale riceve il monsone di sud-ovest proveniente dall'oceano Indiano, che, scontrandosi contro l'altopiano del Tibet e rimanendovi intrappolato, crea una copertura nevosa permanente sulle cime che superano i 5000 m. Il monsone di sud-est proveniente dall'oceano Pacifico si abbatte con minore intensità sul settore sud-orientale dell'area, mentre i flussi di aria gelida dal Qinghai e dal Tibet che soffiano da nord apportano un clima sub-umido più freddo ai margini settentrionali e nord-orientali dell'area. Nella regione centrale, ad altezze inferiori ai 1000 m, soffiano venti simili al föhn da ovest e da sud che creano condizioni umide quasi tropicali. Le precipitazioni annue vanno dai 4600 mm nell'estremo occidente (valle del Dulong Jiang nella parte occidentale della contea di Gongshan), che cadono prevalentemente in estate, ai 300 mm della valle dello Yangtze superiore a nord, regione in ombra pluviometrica. La nebbia permanente limita lo sviluppo degli insediamenti sopra i 2400 m. Le temperature variano da subtropicali nelle valli a rigide sulle cime innevate.

## Flora e fauna
L'area ospita circa 6000 specie di piante, tra cui numerosi endemismi, forme locali e specie in via di estinzione. Ci sono oltre 200 specie di rododendri, di cui 37 sono state scoperte qui, più di 100 specie di genziane e primule, così come numerosi gigli e orchidee. Tra le specie endemiche ci sono il ginkgo e l'albero dei fazzoletti, quattro specie del genere Meconopsis e due specie di Cycas. Vale la pena menzionare anche specie relitte come la taiwania, il tasso dello Yunnan (Taxus yunannensis), la magnolia Magnolia rostrata, la margherita Nouelia insignis e la Kingdonia uniflora.
Gran parte dell'area è coperta da foreste. Tra queste figurano la foresta monsonica nelle vallate inferiori del Dulong Jiang e del Salween e la foresta tropicale nelle vallate del Mekong e dello Yangtze. Nei pendii dominati da un clima temperato freddo e nelle valli calde e asciutte cresce una vegetazione di sclerofille, generalmente dominata da specie di quercia. Lungo i fiumi Mekong e Yangtze è possibile trovare questo tipo di foresta nella parte mediana del corso. Foreste temperate decidue, per lo più di quercia o di ontano, si trovano ad altitudini comprese tra 3000 e 3500 m. Vi sono anche diversi tipi di foreste di conifere tropicali e temperate. Tra 2800 e 3300 m si trovano foreste di conifere tropicali o temperate e tra 3300 e 4100 m foreste temperato-fredde di abeti.
Una specie di savana sub-desertica compare lungo i rami sorgentiferi inferiori del Mekong e dello Yangtze, mentre una boscaglia di microfille si incontra lungo i rami sorgentiferi superiori dei due fiumi. Altri tipi di vegetazione presenti nella zona sono la vegetazione arbustiva fredda, i prati subalpini e alpini, la macchia arbustiva, le pianure alpine e le comunità di piante acquatiche dei laghi alpini.
Delle 173 specie di mammiferi qui presenti, 81 sono endemiche. Tra le specie di scimmie bisogna citare innanzitutto il rinopiteco bruno, senza dimenticare l'hulok, il presbite dal ciuffo e il macaco orsino. I carnivori sono rappresentati dal leopardo e dal leopardo nebuloso, dall'orso dal collare e dal panda minore, dal cuon e dalla lontra liscia. Tra gli ungulati vanno ricordati il muntjak dei Gongshan, il mosco nero e il takin. Due specie di mammiferi endemici sono il pika Ochotona gaoligongensis e la talpa toporagno Uropsilus soricipes.
Tra le 417 specie di uccelli ci sono 22 specie endemiche. Tra le specie più rare qui presenti vi sono la pernice di Verreaux, il fagiano di Lady Amherst, il fagiano orecchiuto bianco, il garrulo sghignazzante marezzato, il picchio muratore dello Yunnan e il picchio muratore gigante. Vivono qui anche la gru collonero, la moretta tabaccata, il francolino di monte della Cina, il trogone di Ward e lo psittorinco alibrune.

## Popolazione
La popolazione dell'area comprende molte delle 25 minoranze etniche della provincia dello Yunnan - tra cui i Derung, il più piccolo gruppo etnico dello Yunnan. Qui vivono anche Tibetani, Nu, Lisu, Bai, Primi e Naxi. Molti di questi popoli si vestono ancora con costumi tradizionali.